# Dióssy Klári
Dióssy Klári (Mezőtúr, 1972. február 4. –) magyar műsorvezető, tanár.

## Élete
Szülei matematika szakos tanárok. A középiskolát Szolnokon végezte, majd Szegeden a Tanárképző Főiskolán szerzett diplomát magyar-ének szakon. Főiskolás kora óta a Magyar Televízió munkatársa. Előbb a szegedi körzeti stúdióban dolgozott, ezután kapott munkát országos híradóban és magazinműsorokban. 2016 óta a Ridikül című talk-show háziasszonya.
Két gyermeke született, első házasságából Adél, aki négy és fél éves korában elhunyt, és második házasságából Máté 2014-ben.

## Műsorai
- Család-barát (M1, Duna)
- Ridikül (Duna)
- Ma reggel (M1)
- Nappali (M1)
- MM (M1)
- Főtér (M1)